# Otocinclus tapirape
Otocinclus tapirape és una espècie de peix de la família dels loricàrids i de l'ordre dels siluriformes que habita al riu Araguaia al Brasil. Els mascles poden assolir els 2,4 cm de llargària total.